# Hoplosphyrum occidentale
Hoplosphyrum occidentale is een rechtvleugelig insect uit de familie Mogoplistidae. De wetenschappelijke naam van deze soort is voor het eerst geldig gepubliceerd in 1869 door Scudder.